# Castre de Castro Verde
El castre de Castro Verde, també denominat Cerro de Sâo Pedro de Cabeças, és un jaciment arqueològic al municipi de Castro Verde, a la regió del Baixo Alentejo, a Portugal. Presenta vestigis d'haver estat habitat durant els períodes neocalcolític, segona edat del ferro i el domini romà. Se situa a la rodalia de l'ermita de Sâo Pedro das Cabeças.

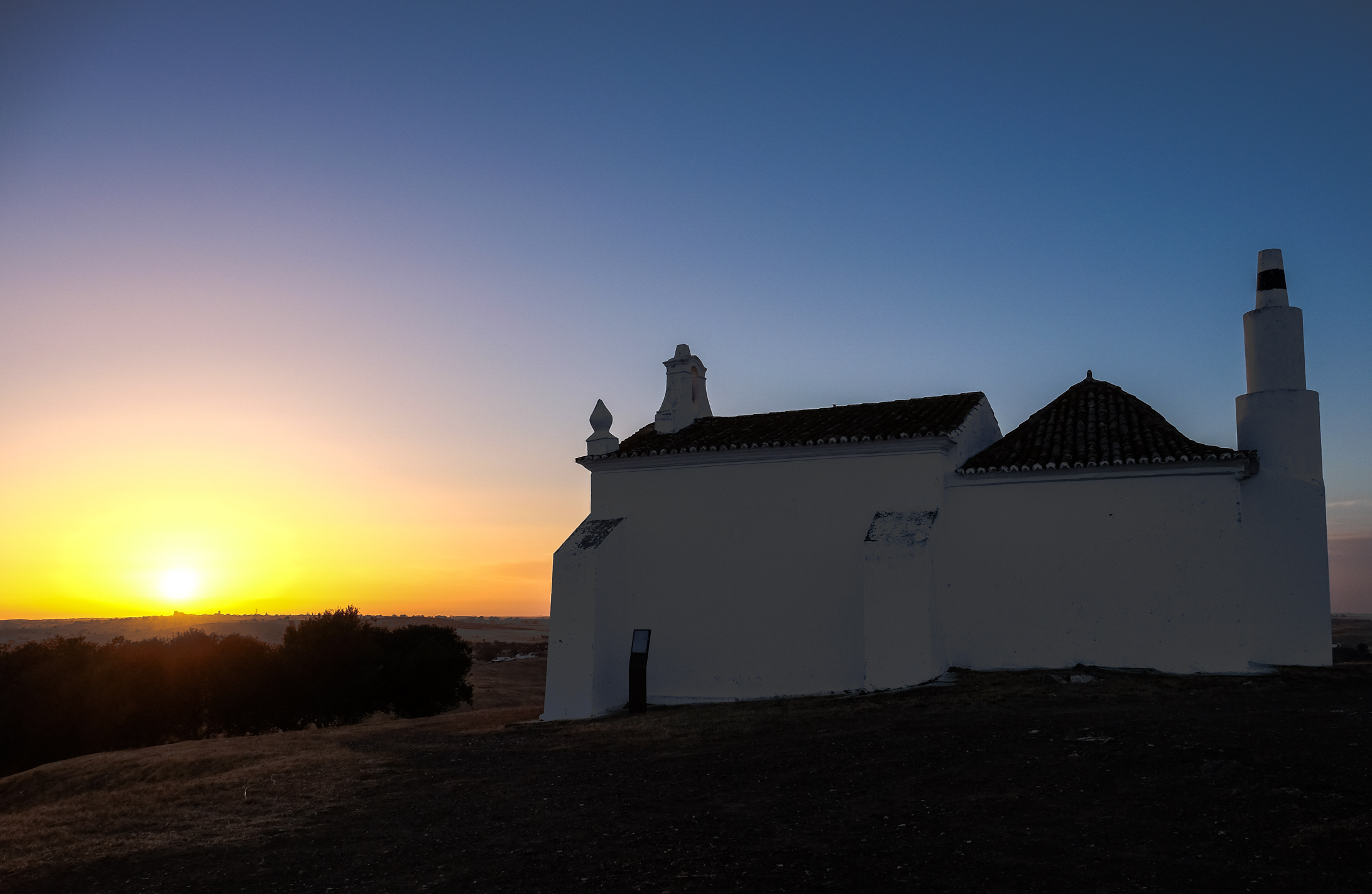
Ermita de Sâo Pedro das Cabeças, situada prop del jaciment arqueològic

## Descripció i història
L'accés al local es fa per una via asfaltada, a partir de la carretera entre Castro Verde i Mértola.
D'acord amb la tradició històrica, tot i que no verificada pels documents existents, fou en les immediacions de Sâo Pedro das Cabeças on succeí la llegendària batalla d'Ourique, al 1139. Prop dels vestigis arqueològics hi ha l'ermita de Sâo Pedro das Cabeças, construïda el 1709, segons una data a la mateixa ermita. D'acord amb la tradició popular, aquest temple es construí en commemoració de la victòria del rei Alfons I en la batalla de 1139.
El 1989(2) les restes arqueològiques es danyaren per terraplens fets per l'exèrcit, i el 1998 va ser descobert un vast jaciment de gran interés arqueològic a la superfície junt a l'ermita, amb fragments de grans dolia (contenidors romans de ceràmica), ruïnes d'estructures i una gran quantitat de ceràmica protohistòrica. S'hi realitzaren treballs d'emergència, durant els quals s'identificà un petit santuari protohistòric, probablement del primer mil·lenni ae, i vestigis d'una necròpoli del voltant dels segles III i IV, i s'hi trobà almenys una sepultura. A la zona terraplenada per l'exèrcit al 1989 es descobriren les ruïnes d'un o dos monuments megalítics.
L'immoble fou protegit com a Monument Nacional per un decret de 16 de juny de 1910, però va ser desclassificat per la Declaració núm. 335/2009, de 15 de setembre, per considerar-se que el castre no existia.